# Villingili (Seenu-atol)
Villingili is een van de onbewoonde eilanden van het Seenu-atol behorende tot de Maldiven. Het hoogste punt van de Maldiven ligt op dit eiland, met een hoogte van 2,4 meter boven de zeespiegel.